# SPARC (ген)
SPARC (англ. Secreted protein acidic and cysteine rich) – білок, який кодується однойменним геном, розташованим у людей на короткому плечі 5-ї хромосоми.  Довжина поліпептидного ланцюга білка становить 303 амінокислот, а молекулярна маса — 34 632.
| 10         |  | 20         |  | 30         |  | 40         |  | 50         |
| ---------- |  | ---------- |  | ---------- |  | ---------- |  | ---------- |
| MRAWIFFLLC |  | LAGRALAAPQ |  | QEALPDETEV |  | VEETVAEVTE |  | VSVGANPVQV |
| EVGEFDDGAE |  | ETEEEVVAEN |  | PCQNHHCKHG |  | KVCELDENNT |  | PMCVCQDPTS |
| CPAPIGEFEK |  | VCSNDNKTFD |  | SSCHFFATKC |  | TLEGTKKGHK |  | LHLDYIGPCK |
| YIPPCLDSEL |  | TEFPLRMRDW |  | LKNVLVTLYE |  | RDEDNNLLTE |  | KQKLRVKKIH |
| ENEKRLEAGD |  | HPVELLARDF |  | EKNYNMYIFP |  | VHWQFGQLDQ |  | HPIDGYLSHT |
| ELAPLRAPLI |  | PMEHCTTRFF |  | ETCDLDNDKY |  | IALDEWAGCF |  | GIKQKDIDKD |
| LVI        |  |            |  |            |  |            |  |            |

A: Аланін

C: Цистеїн

D: Аспарагінова кислота

E: Глутамінова кислота

F: Фенілаланін

G: Гліцин

H: Гістидин

I: Ізолейцин

K: Лізин

L: Лейцин

M: Метіонін

N: Аспарагін

P: Пролін

Q: Глутамін

R: Аргінін

S: Серин

T: Треонін

V: Валін

W: Триптофан

Задіяний у такому біологічному процесі як поліморфізм. 
Білок має сайт для зв'язування з іоном міді, іонами металів, іоном кальцію. 
Локалізований у позаклітинному матриксі, базальній мембрані.
Також секретований назовні.